# Pardosa crassistyla
Pardosa crassistyla är en spindelart som beskrevs av Torbjörn Kronestedt 1988. Pardosa crassistyla ingår i släktet Pardosa och familjen vargspindlar. Inga underarter finns listade i Catalogue of Life.